# 华容县
华容县是湖南省岳阳市西部的县，位于洞庭湖北部。是历史上有名的“鱼米之乡”、“棉麻之乡”，境内古华容道（存在学术争议，另一种可能是在今天湖北省监利市）是三国演义中关羽放曹操的地方。常住总人口約56万人，縣人民政府駐章华镇。区域总面积为1,590.98平方公里。

## 历史沿革
境内已发现新石器时期遗址4处，公元280年始设县治，迄今已有1700多年。古华容县县治在今天湖北省监利县境内，是春秋时的容邑，以“华丽的容城”得名。战国时县境属楚黔中地。秦昭襄王三十年（前277年），置黔中郡，县境为秦黔中郡地。西汉高帝六年（前201年），改黔中郡为武陵郡，并置孱陵县，县境归武陵郡孱陵县管辖。西晋太康元年（280年），改南郡江南部分为南平郡，分孱陵县置南安县, 此为今华容建县之始。南朝宋永初三年（422年），改南安县为安南县。隋开皇十八年（598年）改安南县为华容县，移属巴陵郡（唐武德六年（623年）改为岳州）。明洪武二年（1369年），置湖广布政使司，改岳州路为岳州府，华容县属岳州府。
1949年8月，湖南和平解放，华容划属常德专区。1962年12月，华容改属益阳专区。1964年9月，华容划归岳阳地区。1986年1月，撤销岳阳地区行政公置，实行市管县体制，华容属岳阳市。

## 人口
根据(湖南省)岳阳市第七次全国人口普查公报显示：华容县常住人口为553800人，男性人口占比50.99%，女性人口占比49.01%，年龄结构中0-14岁占比16.13%，15-59岁占比60.34%，60岁以上占比23.53%，65岁以上占比17.67%。
2012年，全县总人口为71.35万

## 經濟
全县GDP总量216.54亿元（2012年）。传统农业为水稻种植，家庭养殖以牲猪为主。
是全国的粮、棉、油、鱼商品生产基地县。棉花、油料、水产品及农业生产总值均进入全国“百强县”行列。粮、棉、油、水产品、蔬菜、苎麻、茶叶、柑桔、湘莲、辣椒、生猪、家禽等产品产量均居全省前列。

## 地理

### 位置
华容北倚长江，南滨洞庭湖。东以香炉山、天井山、狮子山与君山区交界，西与南县以藕池河东支相隔，南连南县北洲子农场，北接湖北石首市，东北与湖北监利市隔江相望。

### 地形
辖境地处洞庭湖凹陷背缘，地势北高南低，中部丘岗隆起，东西低平开阔，微向东洞庭湖倾斜。地貌分区特征明显，北部为低山丘陵区，间有溪谷平原，中南部为丘岗区，其余为平原；全境山地总面积328.2平方公里，占17.8%，平原1028.66平方公里，占56%。境内海拔最高点为雷打岩，位于东山镇境内。

### 水系
流经县城的河流为华容河，亦名沱水，根据《水经注》的记载，华容河在晋朝冬竭夏流，所以又称夏水，也曾有沱夏的称呼。华容河最开始是杜预所开的运河。此河流从今石首境内的长江引入，经华容县城，最终流入洞庭湖。
华一水库为该县最大水利工程，位于三封寺镇境内。

## 行政区划
华容县下辖12个镇、2个乡：
三封寺镇、治河渡镇、北景港镇、鲇鱼须镇、万庾镇、插旗镇、注滋口镇、操军镇、东山镇、梅田湖镇、章华镇、禹山镇、新河乡和团洲乡。

## 政治

### 现任领导
| 机构     | 华容县人民政府 县长 | · 中国共产党 · 华容县委员会 · 书记 | 华容县人民代表大会 常务委员会 主任 | · 中国人民政治协商会议 · 华容县委员会 · 主席 |
| -------- | ------------------- | ---------------------------------- | ---------------------------------- | -------------------------------------------- |
| 姓名     | 周鹏                | 陶伟军                             | 李学松                             | 张大宏                                       |
| 民族     | 汉族                | 汉族                               | 汉族                               | 汉族                                         |
| 出生地   | 湖南省湘阴县        | 湖南省宁乡市                       |                                    | 湖南省华容县                                 |
| 出生日期 | 1978年1月（47歲）   | 1970年10月（54歲）                 | 1972年8月（52歲）                  | 1968年7月（56歲）                            |
| 就任日期 | 2021年10月          | 2020年6月                          | 2021年10月26日                     | 2021年10月24日                               |

## 交通
交通便利，岳华公路为主要干道。区位优势十分明显。 306省道、1869干线横贯全境，县城至岳阳、常德、益阳及湖北荆州仅需1小时左右，特别是通过 306省道可直通京广铁路、 107国道和京珠高速公路，至长沙黄花国际机场只需3小时。长江、洞庭湖黄金水道紧靠华容。此外岳阳至常德高速公路华容段、宜华国家高速公路（岳阳至宜昌）华容段均已竣工通车。 353国道过境。

## 旅游
- 桃花山森林公园，地处华容县东北部；
- 华一水库水上公园，位于三封寺镇，该公园与桃花山分支连成一片，山清水秀，是夏季游泳垂钓的绝佳场所；
- 车轱山遗址，地处三封寺镇，距县城约20公里；
- 刘大夏墓，属省级文物保护单位，位于城东约10公里的胜峰乡话亭村；
- 华容古道；
- 华容县博物馆，位于烈士陵园内，主体建筑2452平方米，占地面积约1万平方米；
- 烈士陵园；
- 李家湖。

## 方言
属于西南官话。有六个声调。周（阴平）、做（阴上）、部（阴去）、走（阳平）、仇（阳上）、竹，这六个字分别有各自的声调。华容境内绝大多数居民讲华容话，但城乡与山区声调侧重点不同。华容话属西南官话，与常德话相似，但县域境内亦有少数居民讲南边话（属湘方言）。

## 企業
- 插旗菜业：是當地一家蔬菜再加工企业，成立於2005年[6]，是康師傅方便麵的供應商，曾在2022年3月15日被中央广播电视总台3·15晚会曝光酸菜加工过程有卫生問題，之後董事長出面道歉[7]。

## 人物
- 范蠡
- 黎淳
- 刘大夏
- 何长工
- 方之中
- 朱绍清
- 刘大年
- 张树芝